# Pitt Meadows
Pitt Meadows – miasto w Kanadzie, w prowincji Kolumbia Brytyjska, ulokowane pomiędzy rzeką Pitt od zachodu oraz miastem Maple Ridge od strony wschodniej. Na północy graniczy z jeziorem Pitt. Miasto liczy ok. 16,8 tys. mieszkańców (2006).